# Надеждинский сельсовет (Дмитровский район)
Надеждинский сельсовет — упразднённая административно-территориальная единица, существовавшая на территории Московской губернии и Московской области до 1939 года.
Никольский сельсовет был образован в первые годы советской власти. По данным 1918 года он входил в состав Дмитровской волости Дмитровского уезда Московской губернии.
В 1923 году к Никольскому с/с был присоединён Быковский с/с.
В 1925 году Никольский с/с был переименован в Надеждинский сельсовет.
По данным 1926 года в состав сельсовета входили деревни Быково, Васюково, Надеждино, Никольское и Скубятино, сельцо Чёрная Грязь, будка 83 километра железной дороги, совхоз Быково, усадьба Очево, хутор Скубятинский, лесные сторожки Муравьево и Поросенково, а также казарма 76 версты.
В 1929 году Надеждинский с/с был отнесён к Дмитровскому району Московского округа Московской области.
17 июля 1939 Надеждинский с/с был упразднён. При этом его территория (селения Быково, Надеждино и Никольское) была передана Дядьковскому с/с.